# Antonio Corradini

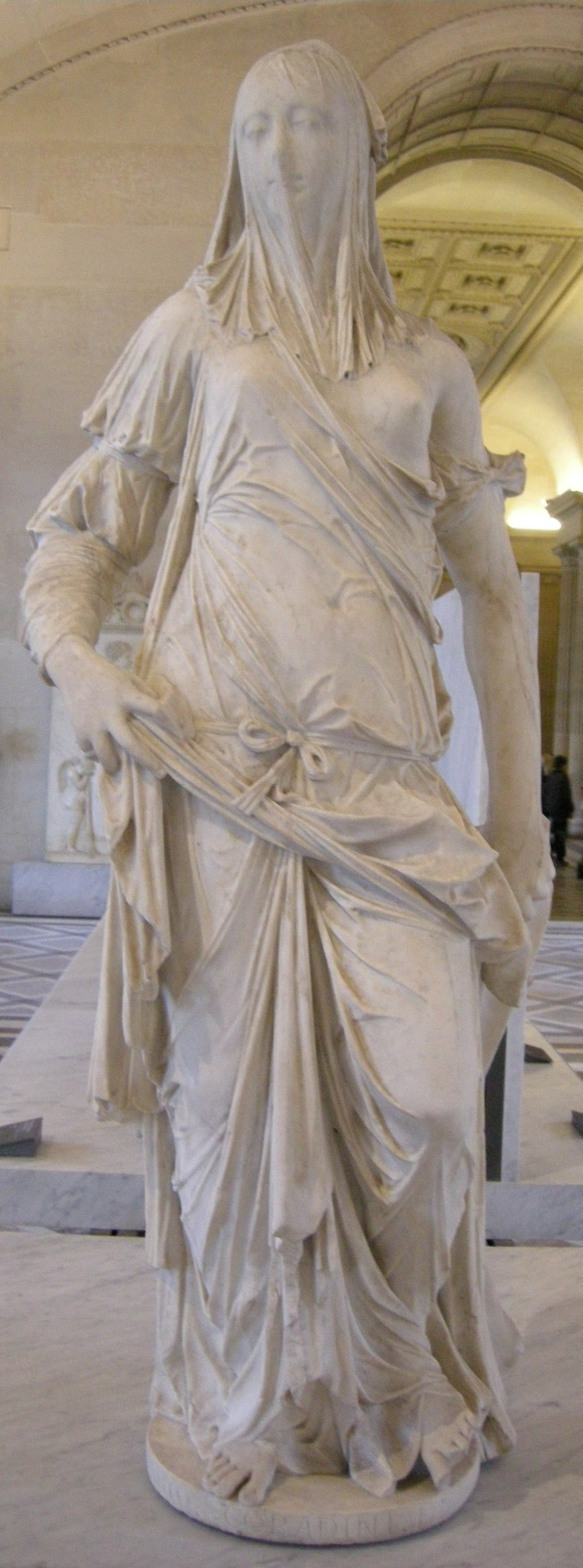
Antonio Corradini, La mujer con velo (La Fe), mármol, Museo del Louvre, París.

Antonio Corradini (Venecia, 19 de octubre de 1688 - Nápoles, 12 de agosto de 1752) fue un escultor italiano.
Trabajó sobre todo en el Véneto, aunque también realizó obras en Europa del Este, Viena ─donde fue escultor de la corte del emperador Carlos VI─ y en Nápoles.

## Biografía
La mayor parte de la información sobre sus primeros años es contradictoria, incluyendo la fecha y lugar de su nacimiento. Según investigaciones recientes, nació en la parroquia de San Vito y San Modesto (Venecia), en el seno de una familia humilde. A los 14 o 15 años entró como aprendiz en el taller del escultor Antonio Tarsia, con cuya hija se casó años después. 
Entre 1716 y 1717 trabajó para el zar Pedro el Grande en San Petersburgo, para quien realizó la primera de sus célebres mujeres veladas. En los años siguientes realizó obras en Rovigo, Dresde, Údine, Este y Venecia. 
En 1729 o 1730 se instaló en Viena, capital del entonces Imperio Austriaco de los Habsburgo, donde fue nombrado escultor de la corte en 1733. El emperador Carlos VI le encargó el monumento al Arca de la Alianza de Györ (Hungría), y también tomó parte en el diseño de la tumba de san Juan Nepomuceno en la catedral de san Vito en Praga.
En Viena decoró la fuente de Josephbrunnen y esculpió cuatro figuras para los altares bajo la cúpula de la iglesia de San Carlos Borromeo, además de diseñar y supervisar la construcción del teatro Hetztheater (en alemán). 
En 1743 se instaló en Roma, donde se dedicó a la escultura de la Vestal Velada y otras obras menores. En 1744 se trasladó a Nápoles para trabajar en las esculturas de la capilla Sansevero, a petición de Raimondo di Sangro, príncipe de Sansevero. Las obras de Corradini en esta capilla consistieron en una compleja e intrincada decoración de estatuas, pedestales, altares y bajorrelieves, para lo que elaboró 36 modelos en arcilla.
En 1750 terminó la Modestia, un monumento funerario dedicado a Cecilia Gaetani dell'Aquila d' Aragona, madre de Raimondo di Sangro. Otras esculturas suyas en esta capilla son el Monumento a Giovanni Francesco di Sangro y el Monumento a Paolo di Sangro, así como el Cristo Velado, obra culminante de su técnica para conseguir transparencias con el mármol, que fue finalizado por Giuseppe Sanmartino (1720─1793).
Corradini murió en 1752 en Nápoles, y fue enterrado en la iglesia de Santa Maria della Rotonda. 
Algunas de sus obras pueden verse en la Basílica de San Marcos (Venecia). La estatua de San Marcos el Evangelista se encuentra actualmente en el Museo Correr, La mujer con velo en el Louvre de París, la Vestal Tuccia en el Palazzo Barberini de Roma y la Modestia en la Capilla Sansevero de Nápoles.